# Louis Lacave-Laplagne
Pour les articles homonymes, voir Lacave-Laplagne.
Louis Lacave-Laplagne est un homme politique français né le 3 octobre 1835 à Paris et décédé le 25 février 1902 à Paris.

## Biographie
Fils de Jean Lacave-Laplagne, ministre de la monarchie de Juillet, il s'inscrit dans la continuité politique familiale. Conseiller général du canton de Riscle en 1861, il se présente aux législatives de 1863 et 1869, où il est battu par le candidat officiel, mais avec un score important. Il est élu député en 1871 et siège au centre-droit, parmi les monarchistes modérés. En 1876, il est élu sénateur du Gers et siège au groupe des "constitutionnels", votant constamment avec l'opposition de droite. Réélu en 1888, il est battu en 1897 et se retire de la vie politique.
En janvier 1899, il adhère à la Ligue de la patrie française.

## Sources
- « Louis Lacave-Laplagne », dans Adolphe Robert et Gaston Cougny, Dictionnaire des parlementaires français, Edgar Bourloton, 1889-1891 [détail de l’édition]
- « Louis Lacave-Laplagne », dans le Dictionnaire des parlementaires français (1889-1940), sous la direction de Jean Jolly, PUF, 1960 [détail de l’édition]